# Laguna del Marquez
Laguna del Marquez är en ort i Mexiko.   Den ligger i kommunen Angel R. Cabada och delstaten Veracruz, i den sydöstra delen av landet, 400 km öster om huvudstaden Mexico City. Laguna del Marquez ligger 19 meter över havet och antalet invånare är 135.
Terrängen runt Laguna del Marquez är platt. Havet är nära Laguna del Marquez åt nordost. Runt Laguna del Marquez är det ganska tätbefolkat, med 83 invånare per kvadratkilometer. Närmaste större samhälle är Lerdo de Tejada, 8,2 km sydväst om Laguna del Marquez. Omgivningarna runt Laguna del Marquez är en mosaik av jordbruksmark och naturlig växtlighet.